# Skala kliniczna
Skala kliniczna – w psychologii klinicznej skala testu psychologicznego mierząca stopień określonego zaburzenia psychicznego lub dysfunkcji.